# Kesälahti
Kesälahti (szw. Kesälax) – dawna gmina w Finlandii, położona we wschodniej części państwa, należąca do regionu Karelia Północna. 1 stycznia 2013 roku została włączona do gminy Kitee.
W momencie fuzji gminę zamieszkiwało 2321 osób.